# Euparagia maculiceps
Euparagia maculiceps är en stekelart som först beskrevs av Cameron 1904.  Euparagia maculiceps ingår i släktet Euparagia och familjen Masaridae. Inga underarter finns listade i Catalogue of Life.